# Let Pan Am 103
Let Pan Am 103 (PA 103) byl let letadla značky Boeing 747, typ 121, 21. prosince 1988 ukončený teroristickým bombovým útokem, jinak známým jako Aféra Lockerbie.
Let společnosti Pan American World Airways směřující z londýnského letiště Heathrow na newyorské letiště Johna F. Kennedyho byl ukončen odpálením plastické trhaviny Semtex československé výroby na palubě letadla nad skotským městečkem Lockerbie, v kraji Dumfries a Galloway. Celkem bylo 270 obětí z celkem 21 států, i s 11 oběťmi zahynuvšími pod troskami na zemi. Událost byla považována až do teroristických útoků 11. září 2001 za největší teroristický útok na občany USA, kvůli celkovému počtu 189 obětí z tohoto státu.
Podle pozdějšího vyšetřování bylo znalci z oblasti pyrotechniky a bombových útoků zjištěno, že nálož plastické trhaviny vybuchla v přední části zavazadlového prostoru. Dle expertiz bylo použito k detonaci 340 až 450 gramů Semtexu. Trosky letadla byly rozptýleny na území celkem 845 kilometrů čtverečních, k čemuž přispěl vítr o rychlosti 190 km/h.

## Průběh letu

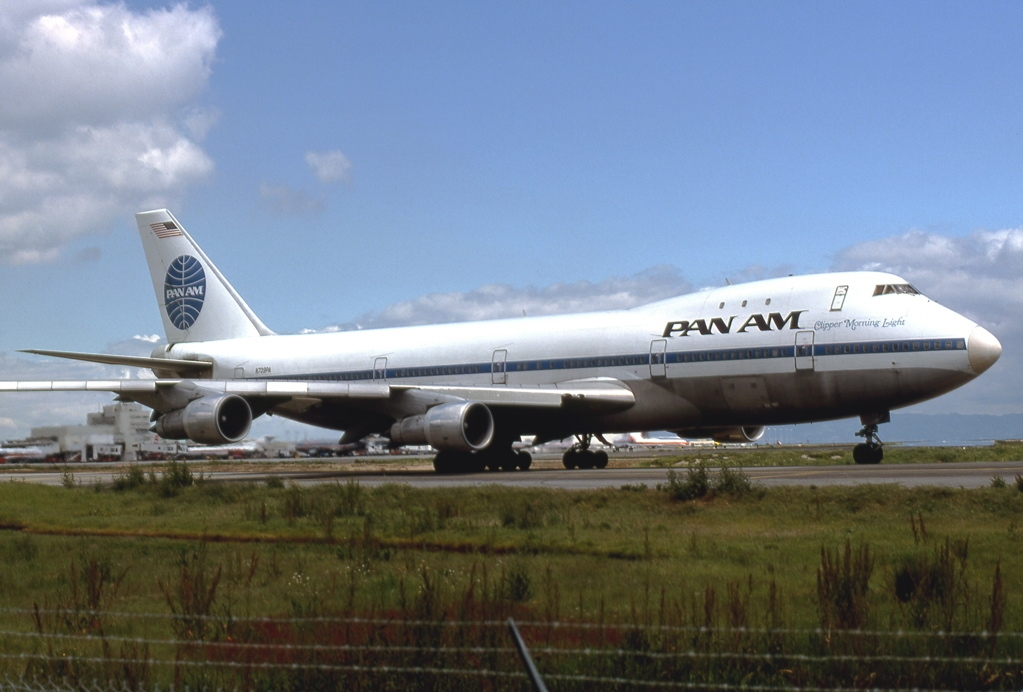
N739PA, Clipper Maid of the Seas, pod původním jménem, Clipper Morning Light, zachycený v San Franciscu (KSFO) roku 1978. K explozi došlo skoro přesně pod písmenem „P“ v „Pan Am“ na druhé straně trupu.

Let PA103 odstartoval jako let PA103A (volací znak Clipper 103) z Letiště Frankfurt nad Mohanem – Německo na palubě Boeingu 727 a směřoval na letiště Heathrow v Londýně (Spojené království), kde přestoupilo 47 pasažérů z celkového počtu 89 do Boeingu 747, který pokračoval s 259 pasažéry jako let PA 103 a měl přistát na letišti JFK v New Yorku (USA), a poté pokračovat na cílové letiště, opět letadlem Boeing 747, do Detroitu. 
Let měl podle letového řádu odstartovat z Londýna v 18:00 tamního času, ale kvůli zpoždění opustil runway číslo 27L v 18:25. V čase 18:56 překročilo letadlo anglicko-skotské hranice. V čase 19:00 byl let předán pod kontrolu leteckého provozu (KLP) letiště Glasgow Prestwick. Pozdrav spolu s udáním souřadnic byla poslední slova zachycená KLP.
V posledních minutách letu bylo letadlo pozorováno na radarech v čase 19:01 a 19:02 nad zálivem Solway Firth. Poslední dostupné informace o letadle byly, že letělo ve výšce 9 400 metrů rychlostí 580 km/h v čase 19:02:46.9 – 21. prosince 1988. Poté v letadle explodovala nálož. Následné pokusy o kontakt s kapitánem letu McQuarriem byly neúspěšné. Trosky letadla dopadly na Sherwood Crescent v Lockerbie, kde způsobily další neštěstí v podobě dalších 11 obětí.
Geologickou stanicí v Eskdalemuir poblíž Lockerbie byly zaznamenány seismické záchvěvy o hodnotě 1,6 stupně Richterovy škály. Pilot společnosti British Airways kapitán Robin Chamberlain, letící na lince Glasgow – Londýn, v té době poblíž města Carlisle, zpozoroval a následně ohlásil velký výbuch v oné oblasti.

## Varování z Helsinek

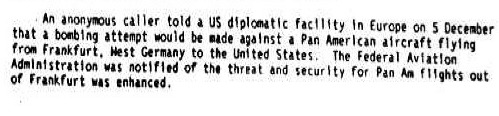
Zpráva o varování

Dne 5. prosince 1988 vydala Federální letecká správa USA (Federal Aviation Administration (FAA)) buletin s prohlášením, že neznámý muž s arabským přízvukem ohlásil telefonicky na americkou ambasádu v Helsinkách možnost výbuchu letadla společnosti Pan Am na lince z Frankfurtu do USA v následujících dvou týdnech se spojitostí s organizací palestinského politika a teroristy Abu Nidala a že výbušninu dodá do letadla finská občanka v nějakém důmyslném zařízení.
Po tomto telefonátu a vydání buletinu FAA, byly kontaktovány všechny americké letecké společnosti, samozřejmě včetně společnosti Pan Am, která zdražila své letenky, respektive přidala k ceně letenek poplatek, o 5 dolarů na osobu, za speciální bezpečnostní opatření. Mnoho lidí si později vybralo k letu jinou leteckou společnost, na základě varování a volná místa byla pak prodána levněji. Bezpečnostní složky na frankfurtském letišti nalezly varovný buletin pod hromadou dokumentů na stole den po tragické události. Jedna z pracovnic, která měla za úkol prohlížení zavazadel, přiznala, že se o trhavině semtex dozvěděla až 11 měsíců po neštěstí (Prime Time Live, listopad 1989). Vyšetřovatelé později prohlásili, že varování byla mystifikace a spolu s tragédií souhra nešťastných náhod.

## Motiv činu

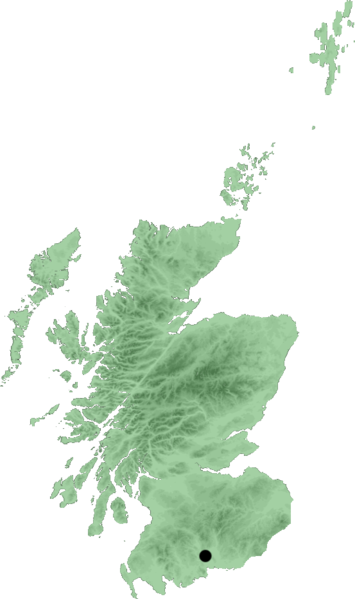
Poloha Lockerbie na mapě Skotska

Atentát měl být odpovědí Libye za bombardování jejího území. Ve dnech 15. a 16. dubna roku 1986 spustila americká armáda sérii útoků letadel z britských vojenských základen na libyjská města Tripolis a Benghází, jako odvetu za atentát libyjských služeb v tehdy Západním Berlíně na bar, hostící americké vojáky, z kterých byli tři zabiti a 230 zraněno. Tuto operaci objednal Kaddáfí jako odpověď za potopení dvou libyjských lodí americkou armádou v Siderském zálivu na sever od Libye.
Během bombardování byla zabita také jeho adoptivní dcera Hanna Gaddafi.
Dne 23. února 2011 prohlásil bývalý libyjský ministr spravedlnosti Mustafá Muhammad Abbúd Džalíl v rozhovoru pro švédské noviny, že útok nařídil osobně Muammar Kaddáfí.
Takto zní oficiální zprávy o motivu, ovšem existují i jiné teorie a jiní atentátníci, jako například spojitost výbuchu se čtyřmi pasažéry v podobě agentů CIA, údajně převážející větší množství heroinu a peněz. Zpočátku jedna z hlavních vyšetřovacích verzí a dodnes poměrně často uváděný motiv, měla být odveta arabských radikálů, popř. Íránu, za sestřelení dopravního letadla A300 s 290 lidmi na palubě, let Iran Air 655, provedené americkou armádou o šest měsíců dříve. Jeden z největších teroristů Abu Nidal měl podle jiné teorie být mozkem atentátu. Podle teorie Joe Viallse způsobily detonaci radiové vlny a další. Viz Jiné teorie motivu útoku na let Pan Am 103.

## Provedení atentátu
Bylo použito plastické trhaviny značky Semtex, která byla zabudována v kazetovém radiopřehrávači, který byl umístěn v cestovním kufru v zavazadlovém prostoru. Vyšetřovatelé došli k závěru, že spolu s přehrávačem bylo v zavazadle oblečení, jehož ohořelý útržek se našel na místě neštěstí. Z něj se později zjistilo, že bylo vyrobeno na ostrově Malta. Odborníky dovedl kousek látky až k maltskému obchodníkovi jménem Tony Gauci, který dosvědčil, že ono oblečení prodal neznámému muži libyjského vzhledu, ve kterém později poznal Al Midžráhího, a stal se tak klíčovým svědkem obžaloby. Byla nalezena i část (úlomek plošného spoje asi 1x1cm) švýcarského časovače (timeru), stejného typu, jako byl již dříve objeven mezi součástmi na výrobu bomby v zavazadle libyjského agenta. Existují ovšem skutečnosti, které zpochybňují svědectví Gauciho, v případě časovače zase existuje podezření, že s důkazy bylo vyšetřovateli záměrně manipulováno.
Vyšetřovatelé zjistili také přítomnost neoznačeného zavazadla na palubě, které se tam dostalo z letiště u Luqa (Malta), přes let číslo KM180 do Frankfurtu (Německo), odkud bylo přeloženo na let PA103A a posléze na PA103 v Londýně.

## Vyšetřování

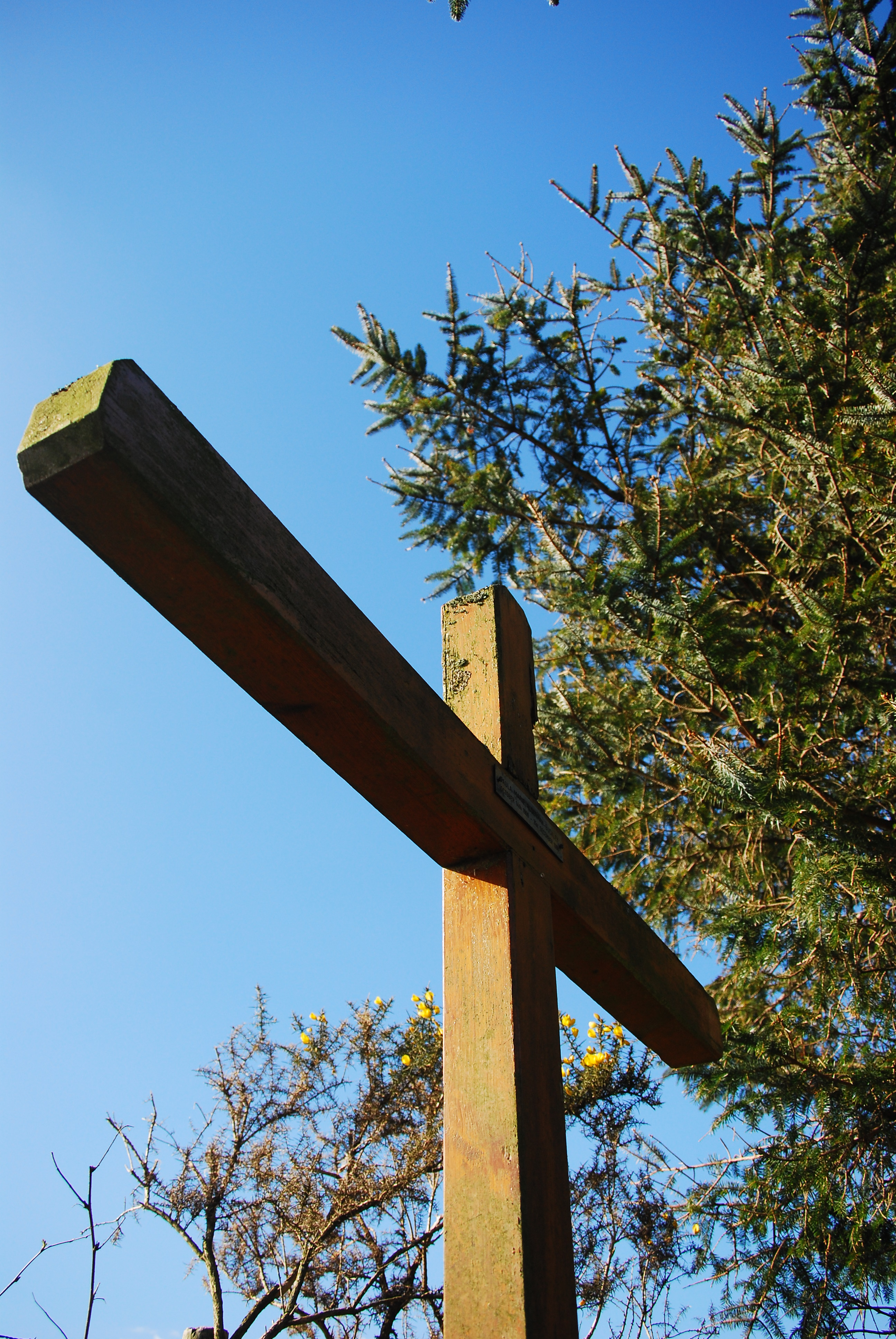
Oběti mají pomníčky v podobě křížků rozsety po okolí

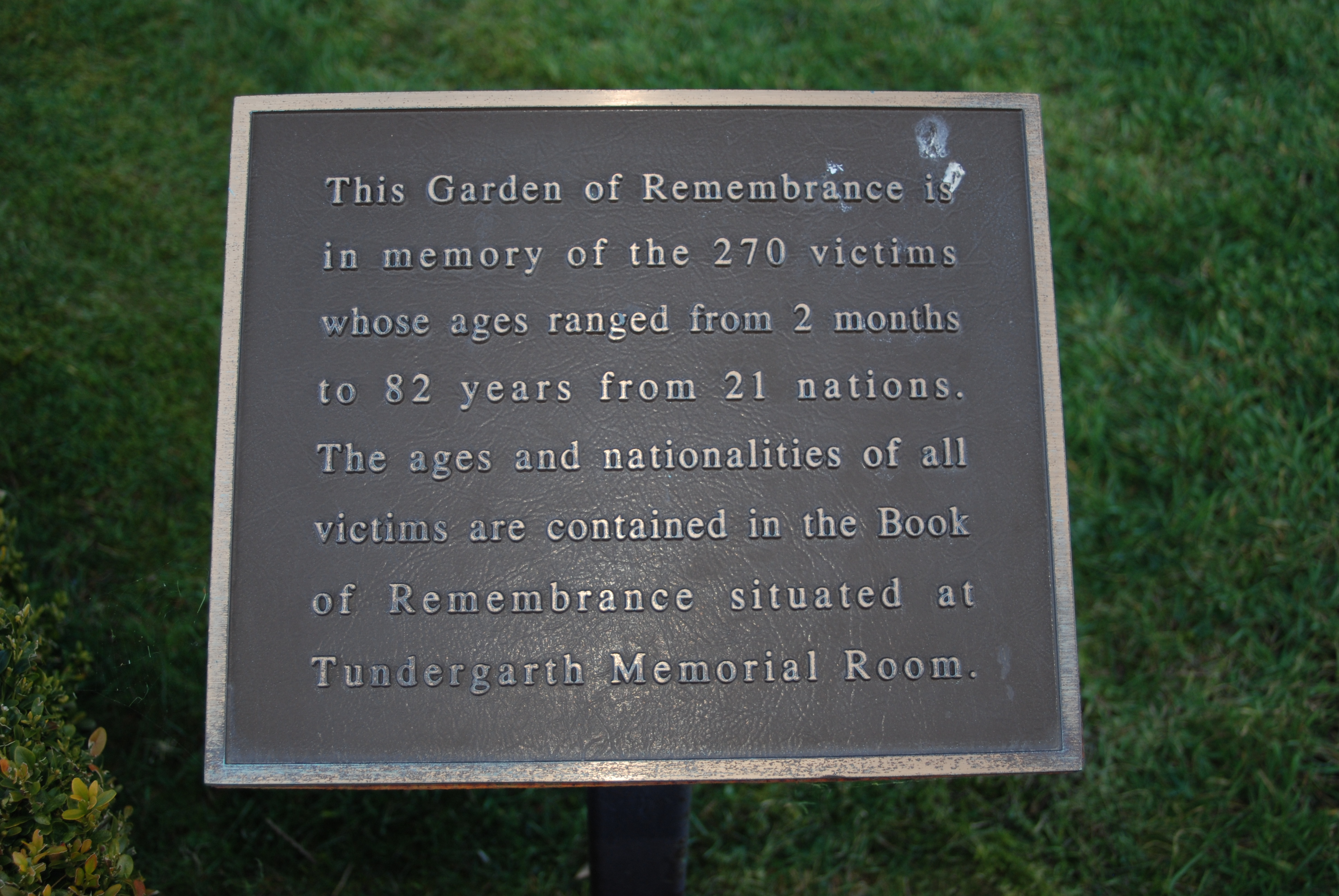
Nápis u pomníku všem obětem na hřbitově v Lockerbie

Vyšetřování útoku probíhalo pod dohledem policie z prefektury Dumfries a Galloway, což byl mimochodem do té doby největší případ vyšetřovaný nejnižší policejní složkou. K vyšetřování bylo použito satelitních a leteckých systémů, armády, civilních a leteckých helikoptér. To vše sloužilo mimo jiné k seskupení více než 10 000 částí letadla.
Po sesbírání základních poznatků a identifikačních objektů byla provedena umělá rekonstrukce detonace trupu letadla, čímž se zjistilo, kde se začalo letadlo bortit a jakou sílu výbuch měl. Bylo zjištěno, že výbuch měl své „epicentrum“ v předním zavazadlovém prostoru, konkrétně pod písmenem „P“ v nápise Pan Am. Přední část letadla se od trupu oddělila během pouhých tří sekund od výbuchu. V později nalezené černé skříňce byl v době od detonace zaznamenáno pouze 180 milisekund šumu, při nichž bylo zařízení uvedeno mimo provoz.
Během tříletého vyšetřování, na kterém se kromě policie z Dumfries a Galloway podílela také americká FBI, bylo vyslechnuto na 15 000 výpovědí. 13. listopadu 1991 bylo vzneseno obvinění z vražd proti Abdelu Bassetu Ali al-Megrahimu, libyjskému příslušníkovi tajných služeb a veliteli ostrahy Libyan Arab Airlines, dále pak proti Laminu Khalifah Fhimahovi, vedoucímu muži na letišti Luqa Airport na Maltě. Dále byly OSN uvaleny sankce na Libyi, v čele s plukovníkem Kaddáfím. Hlavní líčení proběhlo na neutrální půdě v nizozemském Camp Zeist.
31. ledna 2001 byl Megrahi odsouzen za vraždu s dobou pobytu 27 let ve vězení. Fhimah byl osvobozen. Megrahiho odvolání bylo zamítnuto 14. března 2002. Odvolal se ještě k Evropskému soudu pro lidská práva, který zproštění viny označil za nepřípustné. V říjnu se opět u skotských právních institucí odvolal. Megrahi si svůj trest odpykával ve věznici města Greenock, západně od Glasgowa. Tento rozsudek ovšem vyvolal mnoho rozporuhodných reakcí a mnoho otázek. Existuje spousta lidí, kteří si myslí, že rozhodnutí soudu bylo vykonstruované a s politickým podtextem.
Kvůli novým okolnostem zjištěným od roku 2004 právnický týmem okolo Megrahiho sepsaných na 500 stránkách právníci odsouzeného znovu usilovali u Nejvyššího soudu v Edinburghu o znovuobnovení procesu. Při dalším vyšetřování se postupně zjistilo, že některé objevené části bomby byly pravděpodobně dodány na místo neštěstí později. 22. prosince 2008 světové tiskové agentury přinesly zprávu o tom, že důkaz, usvědčující Libyi z účasti na leteckém neštěstí v Lockerbie, byl podvrh.
V srpnu 2009 byl Megrahi z humanitárních důvodů skotskou exekutivou propuštěn, protože měl podle lékařů rakovinu prostaty v konečném stádiu. Kvůli možnosti propuštění ze zdravotních důvodů se předtím vzdal odvolání proti trestu, jak to vyžadují britské zákony. Na rakovinu také o necelé tři roky později (20. května 2012) v Tripolisu ve věku 60 let zemřel.

## Oběti

### Oběti z letadla
| Národnost              | Cestující | Posádka | Na zemi | Celkem |
| ---------------------- | --------- | ------- | ------- | ------ |
| Argentina              | 2         | —       | —       | 2      |
| Belgie                 | 1         | —       | —       | 1      |
| Bolívie                | 1         | —       | —       | 1      |
| Filipíny               | 1         | —       | —       | 1      |
| Francie                | 2         | 1       | —       | 3      |
| Indie                  | 3         | —       | —       | 3      |
| Irsko                  | 3         | —       | —       | 3      |
| Itálie                 | 2         | —       | —       | 2      |
| Izrael                 | 1         | —       | —       | 1      |
| Jamajka                | 1         | —       | —       | 1      |
| Japonsko               | 1         | —       | —       | 1      |
| Jižní Afrika           | 1         | —       | —       | 1      |
| Kanada                 | 3         | —       | —       | 3      |
| Maďarsko               | 4         | —       | —       | 4      |
| Spojené království     | 31        | 1       | 11      | 43     |
| Spojené státy americké | 178       | 11      | —       | 189    |
| Španělsko              | —         | 1       | —       | 1      |
| Švédsko                | 2         | 1       | —       | 3      |
| Švýcarsko              | 1         | —       | —       | 1      |
| Trinidad a Tobago      | 1         | —       | —       | 1      |
| Západní Německo        | 3         | 1       | —       | 4      |
| Celkem                 | 243       | 16      | 11      | 270    |

Z 243 cestujících a šestnácti členů posádky nepřežil nikdo. Podle vyšetřování vnikl do trupu letadla po odpálení bomby a následném odtržení se přední části silný vítr způsobený rozdílem tlaku vně a uvnitř stroje, který mohl mít za následek vymrštění nepřipoutaných pasažérů z letadla, kde byla teplota cca –46 °C (9000 m) a následný, přibližně dvouminutový pád na zem. Obrovský rozdíl změny tlaku mohl také cestujícím doslova roztrhat vnitřní orgány a způsobit smrt.
Podle lékařských specialistů a i podle nalezených těl obětí se mělo za to, že někteří jedinci neupadli do bezvědomí, přežili výbuch i následný pád do nižších, na kyslík bohatších sfér, ale již nepřežili dopad, nebo nebyli včas nalezeni. Těla obětí nenesla známky úrazů způsobených detonací, ba ani dekompresí.
Po dopadu nalezla žena místního farmáře vrchního stevarda ještě naživu, nepřežil však do příjezdu odborné pomoci, stejně jako jiný muž – cestující. Kromě nich bylo nalezeno několik těl připoutaných bezpečnostními pásy, matka objímající své dítě a také pár přátel držících se za ruce, což naznačuje, že posádka nezemřela ihned.

### Oběti z Lockerbie a okolí
Na zemi zemřelo následkem dopadů trosek letadla celkem 11 lidí obyvatel Lockerbie. Křídla dopadnuvší na 13 Sherwood Crescent, rychlostí okolo 800 km/h smetla z povrchu několik domů a vytvořila kráter dlouhý 47 metrů a objemu 560 m³. Při tom zahynula celá čtyřčlenná rodina, jejichž dům explodoval a zapálené části dolétly až na blízkou silnici A74 (Glasgow – Carlisle), kde poškodily několik automobilů. Celkem muselo být zbouráno přes 20 domů, nepočítaje ty, které se již zřítily. Jediným nedotčeným domem byl místní římskokatolický kostel. Ostatní lidé zemřeli na následky úrazů způsobených padajícími částmi letadla nebo domů.
Těla obětí ležela v troskách na ulicích a v okolí městečka mnoho hodin, dokonce i dní, kvůli dokumentaci a identifikaci. Kromě policejních a armádních složek ze Skotska i Anglie pomáhalo odstraňovat následky katastrofy i mnoho dobrovolníků.

### Lidé, kteří neletěli
Několik osob mělo to štěstí, že sice linkou PA103 letět mělo, ale nakonec tomu bylo jinak. Mezi nimi byla americká čtyřčlenná hudební skupina The Four Tops, která letadlo díky zdržení se v nahrávacím studiu nestihla. Dále pak bývalý člen skupiny Sex Pistols – Johnny Rotten s manželkou Norou, kteří let nestihli, protože si včas nesbalili své osobní věci. Jaswant Basuta, který se po pasové kontrole opil v odletové hale, nestihl nástup do letadla, a po jeho pádu byl přiveden k výslechu, neboť měl na palubě zavazadlo, a byl tak v té době hlavním podezřelým.